# Вајнер
Вајнер (њем. Weinähr) општина је у њемачкој савезној држави Рајна-Палатинат. Једно је од 137 општинских средишта округа Рајн-Лан. Према процјени из 2010. у општини је живјело 445 становника. Посједује регионалну шифру (AGS) 7141135.

## Географски и демографски подаци
Вајнер се налази у савезној држави Рајна-Палатинат у округу Рајн-Лан. Општина се налази на надморској висини од 110 метара. Површина општине износи 3,4 km². У самом мјесту је, према процјени из 2010. године, живјело 445 становника. Просјечна густина становништва износи 130 становника/km².